# Emma (chanson de Matmatah)
Pour les articles homonymes, voir Emma.
Singles de Matmatah
Lambé An Dro
(1998) Quelques sourires
(2001)
Pistes de La Ouache
Anter-ouache
(1) Lambé An Dro
(3)
Emma est une chanson de rock écrite par Tristan Nihouarn et Matmatah. Elle figure dans le premier album du groupe, La Ouache, et sort en single en 1999. 
Les paroles de la chanson font référence à Emma Peel, le personnage de la série télévisée Chapeau melon et bottes de cuir interprété par Diana Rigg. Le vers « Emma, t'es vraiment dix fois plus belle que Tara » évoque Tara King, la remplaçante d'Emma Peel dans la série jouée par Linda Thorson.
La version parue en single (TSF Mix) est plus courte de 30 secondes que celle enregistrée pour l'album.
La chanson n'entre pas dans le Top 50, mais se classe tout de même en 67e position des meilleures ventes de singles en France le 22 février 1999.

## Liste des titres
| No | Titre                         | Paroles          | Musique  | Durée |
| -- | ----------------------------- | ---------------- | -------- | ----- |
| 1. | Emma (T.S.F. Mix)             | Tristan Nihouarn | Matmatah | 3:25  |
| 2. | When I Get A Little Bit Drunk | Tristan Nihouarn | Matmatah | 3:55  |